# Kiran Kumar Raju
K. Kiran Kumar Raju, né le 31 mars 1986 à Bangalore, est un coureur cycliste indien. Il est considéré comme l'un des meilleurs cyclistes de son pays en VTT.

## Biographie
K. Kiran Kumar Raju pratique durant ses années universitaires le tennis de table, le cross-country et le hockey, discipline où il a été capitaine universitaire. Diplômé de l'université de Manipal, il abandonne temporairement le sport et devient ingénieur en génie civil à Bangalore dans une agence immobilière,,. 
Il commence à s'intéresser au cyclisme en 2009, lorsqu'il tombe sur un article de journal évoquant le Tour des Nilgiris,. Après cette découverte, il parcourt quotidiennement près de quarante kilomètres à vélo afin de se rendre au travail. 
En 2011, il participe à ses premières courses. Il termine troisième de sa première épreuve de VTT, qu'il dispute avec un vélo emprunté à un ami,. Il participe alors à des courses locales en VTT, mais aussi sur route ou en format duathlon, et obtient de nombreuses victoires. En 2014, il dispute sa première course d'envergure nationale. À l'issue de cette saison, il décide de quitter son travail pour se consacrer pleinement au cyclisme,,. 
Entraîné par son compatriote Naveen John, il s'illustre en remportant le championnat d'Inde de VTT en 2015 et 2016. Au 8 juin 2018, il compte plus de quarante victoires à son palmarès, sur route, en VTT et en duathlon. Cette même année, il est sacré champion d'Inde de VTT cross-country, pour la troisième fois de sa carrière, et signe un contrat de deux ans avec le sponsor Trek Bicycle Corporation. Toujours en VTT cross-country, il est sélectionné en équipe nationale pour les championnats d'Asie de VTT, terminant 41e de l'édition 2017 et 28e en 2018.
En 2019, il remporte le Tour des Nilgiris sur route.

## Palmarès sur route
- 2016
  - 3e du Tour des Nilgiris
- 2017
  - Nandi Epic Race
  - 3e du Tour des Nilgiris
- 2018
  - Nandi Epic Race
  - 4e étape du Tour des Nilgiris
- 2019
  - Tour des Nilgiris :
    - Classement général
    - 1re, 2e, 3e, 4e et 5e étapes (contre-la-montre)

## Palmarès en VTT
- 2015
  -  Champion d'Inde de cross-country
- 2016
  -  Champion d'Inde de cross-country
- 2018
  -  Champion d'Inde de cross-country